# Albinaria idyllica
Albinaria idyllica is een slakkensoort uit de familie van de Clausiliidae. De wetenschappelijke naam van de soort is voor het eerst geldig gepubliceerd in 1987 door E. Gittenberger.